# Mesophleps
Mesophleps é um gênero de traça pertencente à família Agonoxenidae.